# Pierre-François Berruer
Pierre-François Berruer, né à Paris en 1733 et mort dans la même ville le 4 avril 1797, est un sculpteur français.

## Biographie

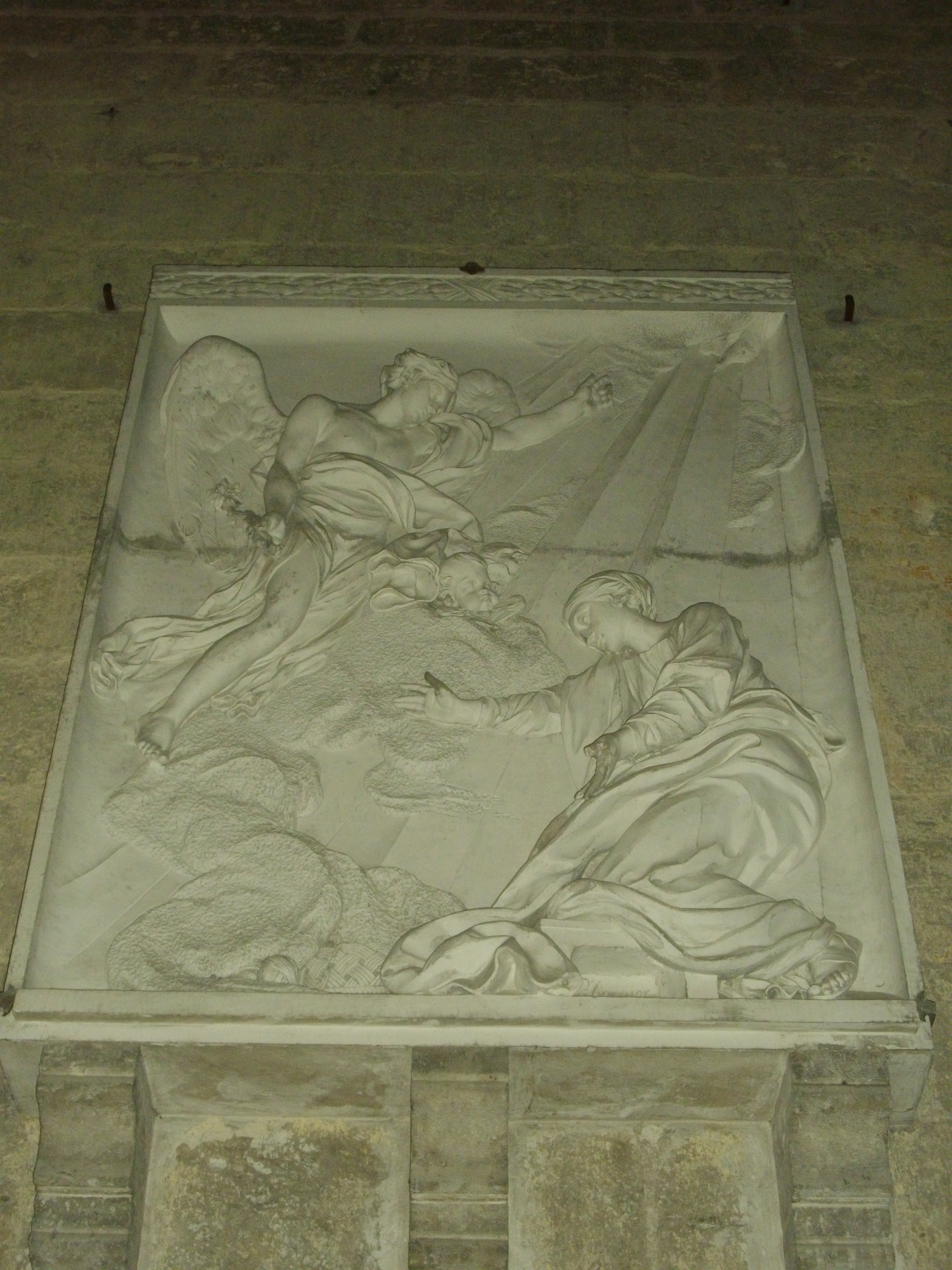
L'Annonciation, 1769, tour sud de la cathédrale Notre-Dame de Chartres.

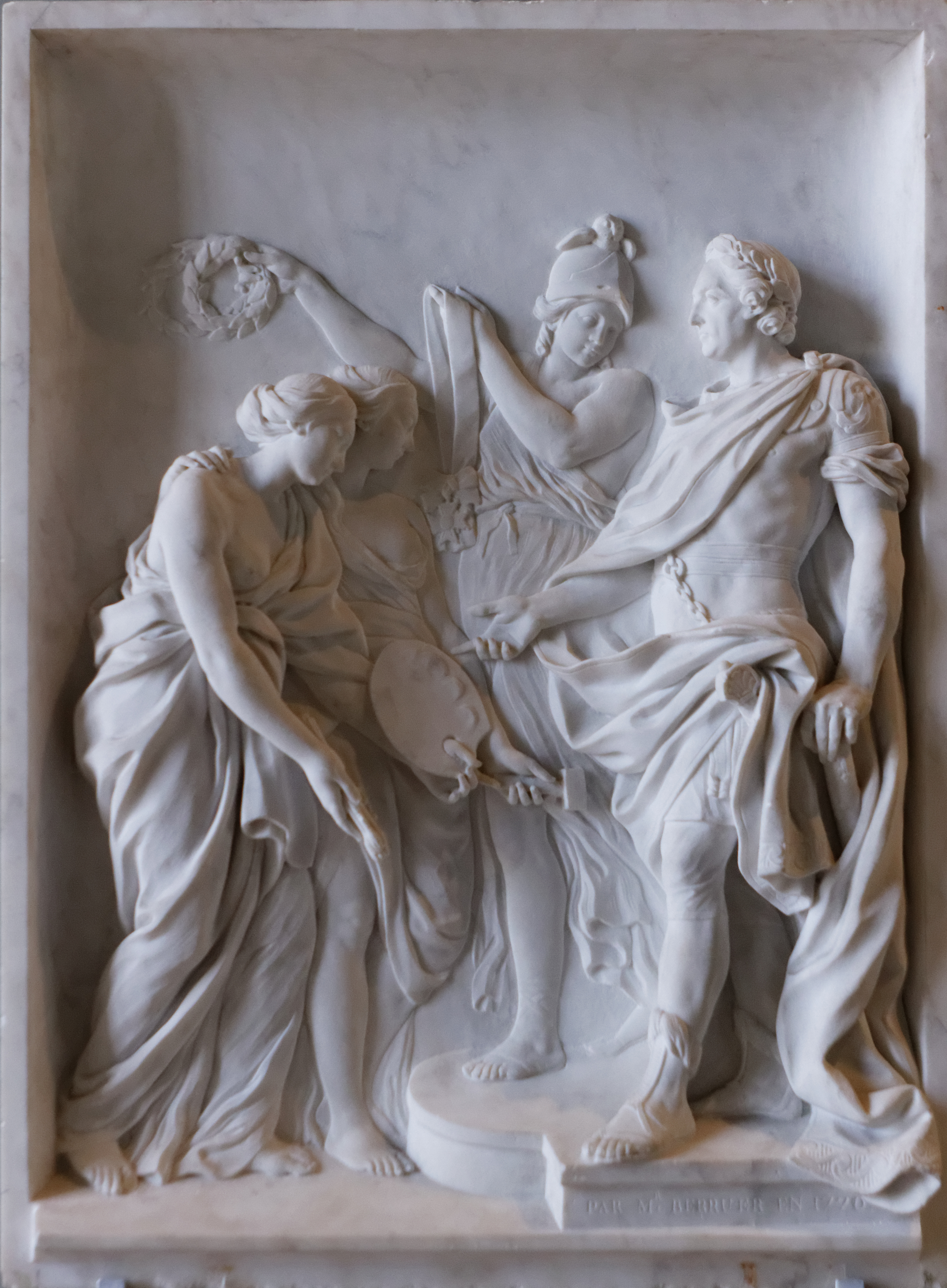
Louis XV récompense la Peinture et la Sculpture (1770), Paris, musée du Louvre.

Deuxième prix de Rome en 1754 pour Le Massacre des Innocents, Pierre-François Berruer est pensionnaire de la villa Médicis à Rome (Italie) de 1758 à 1764. Il est agréé à l'Académie royale de peinture et de sculpture en 1765.Il avait réalisé alors les figures de saint Paul et de saint Matthieu pour le portail de l'église Saint-Eustache conçu par Jean Mansart de Jouy. Statues disposées au bas du portail et dont Luc-Vincent Thiéry se montra admiratif. 
Il est nommé professeur de sculpture à l'École des beaux-arts de Paris le 26 novembre 1785, succédant à Huges Taraval. Il est confirmé le 30 novembre 1794 et n'aura pas de successeur à son poste.
On lui doit notamment les douze statues du Grand-Théâtre de Bordeaux : trois déesses (Junon, Vénus, Minerve) ainsi que neuf muses (Euterpe, Uranie, Calliope, Terpsichore, Melpomène, Thalie, Polymnie, Érato et Clio). Elles surplombent les douze colonnes de style corinthien.

## Œuvres dans les collections publiques
- Amiens, Musée de Picardie : buste en marbre de Jean-Baptiste Gresset (1787),
- Bordeaux, Grand-Théâtre : Polymnie ; Thalie ; Melpomène ; Terpsichore, statues.
- Chartres, cathédrale Notre-Dame :
  - L'Annonciation, bas-relief, 1769  Classé MH (1840)[2] ;
  - Le Baptême du Christ, bas-relief, 1769  Classé MH (1840)[3].
- Paris,
  - faculté de médecine : deux bas-reliefs ornant la façade.
  - musée du Louvre : Louis XV récompense la Peinture et la Sculpture, 1770, bas-relief en marbre.
  - Palais de Justice : La Force et L'Abondance, statues.
  - Théâtre-Français : Philippe Néricault Destouches, buste, a été interprété en gravure par François Robert Ingouf.
- Versailles, église de Montreuil-Versailles : Sainte Hélène, statue.

## Élèves
- Charles-Louis Corbet (1758-1808)[4]